# ملبورن شمالی (ویکتوریا)
ملبورن شمالی (به انگلیسی: North Melbourne) یک منطقهٔ مسکونی در استرالیا است که در ویکتوریا (استرالیا) واقع شده‌است.